# 臺北捷運341型電聯車
台北捷運341型電聯車，簡稱C341型電聯車，是台北捷運營運的通勤型電聯車，屬於高運量類型車種，目前服務於台北捷運板南線。

## 概要
341型不是由捷運工程局直接採購，而是由土城線的專案承包商大陸工程採購。 大陸工程最初打算從韓國KOROS（現為現代Rotem）購買新列車，但被捷運工程局拒絕。 因此，大陸工程決定以新台幣22.48億元向321型供應商西門子採購6列六編組列車； 因此，341型的每輛車價格是捷運工程局直接購買的321型的1.5倍。341型於2004年9月中旬至11月中旬移交給台北捷運，並於2005年1月開始在板南線運營。
341型外與321型大致相同，除馬達VVVF聲音不相同外，車身較容易反光、車廂連結風擋首次採用金屬蛇腹型、車側開門指示燈同為正方形，使用出廠為一般燈泡、車頭的逃生門外框線條較粗。

## 更新工程
2017年12月，更新列車車載通訊系統，「車頭目的地」、「車側目的地」、「車內到站顯示器（可顯示時間及列車到站開門方向）」、「緊急對講機」。
2018年9月，隨著車站月台門全數興建完成，341型列車組車廂連接處紅色防墜彈簧全數拆除。
2020年5月，北捷首度在其官方app推出列車擁擠度查詢功能，優先選定搭乘人次最多的板南線試辦，該案由車輛處與資訊處合作開發，在本型車轉向架安裝一顆壓力感測器，將載重轉成電壓訊號，傳至車上設備做資訊整合再發送到遠端伺服器，將載重程度分類，供app查詢以及車站顯示器顯示，讓乘客得知每一節車廂的擁擠程度。
2022年1月27日，北捷與群創光電公司合作打造並推出全台首列「Smart Display Metro數位列車」，率先在211/212編組上線營運。

## 車體彩繪列車
- 暫無

## 編組
|             | C341型 ←頂埔方向南港展覽館方向→ |             |                 |                 |             |              |
| 車廂編號    | 1 DM1                           | 2 T         | 3 M2            | 4 M2            | 5 T         | 6 DM1        |
| 形式區分    | 12xx (Mc)                       | 22xx (T)    | 32xx (M2)       | 32yy (M2)       | 22yy (T)    | 12yy (Mc)    |
| 車廂設備    | 無障礙設施                      |             |                 |                 |             | 無障礙設施   |
| 安裝機器    | VVVF,BC,HSCB                    | CP,Mtr,SIV  | VVVF,BC,HSCB,CP | VVVF,BC,HSCB,CP | CP,Mtr,SIV  | VVVF,BC,HSCB |
| 車輛重量(t) | 39.5                            | 34          | 39.5            | 39.5            | 34          | 39.5         |
| 座位數      | 66                              | 66          | 66              | 66              | 66          | 66           |
| 車輛定員    | 368                             | 368         | 368             | 368             | 368         | 368          |
| 車輛編號    | 1201 : 1211                     | 2201 : 2211 | 3201 : 3211     | 3202 : 3212     | 2202 : 2212 | 1202 : 1212  |

- VVVF：變頻器
- Rc：整流器
- Mtr：主變壓器
- HSCB：斷路器
- SIV：靜態換流器
- CP：空氣壓縮機
- BC：補助電源用電池充電器
- ：輪椅固定裝置